# Konferenzpartei
Die Ägyptische Konferenzpartei (arabisch حزب المؤتمر المصري, DMG Ḥizb al-muʾtamar al-maṣrī) oder Kongresspartei ist eine säkulare Partei, die aus 25 ehemaligen ägyptischen Parteien besteht. Sie deckt ein Spektrum verschiedener politischer Richtungen ab, darunter liberale, linke und auch Vertreter der ehemaligen Regierungspartei NDP.
Zu den Vorgängerparteien gehören die Partei der Freien Ägypter, die Reform- und Entwicklungspartei und die al-Ghad-Partei. Der Vorsitzende der Partei ist der ehemalige Präsidentschaftskandidat Amr Mussa, während Aiman Nur der Sprecher der Partei sein wird.

## Gründung
Diejenigen Parteien, die sich zur Konferenzpartei zusammengeschlossen haben beziehungsweise beschlossen haben, es zu tun, sind:
- Partei der Freien Ägypter
- Reform- und Entwicklungspartei
- Freiheitspartei
- Ägyptische Bürgerpartei
- Morgen-Partei der Revolution
- Ägyptische Arabisch-Sozialistische Partei
- Demokratische Generationspartei
- Konservative Partei
- Arabische Ägyptische Union
- Jungägyptische Partei
- Demokratische Frontpartei
- Grüne Partei
- Soziale Gerechtigkeitspartei
- Soziale Friedenspartei
- Revolutionäre Jugendunion
- al-Mustiklun-al-Goded-Partei
- al-Tali'a-al-Arabiya-Partei
- al-Wai'e-Partei
- Araber für Gerechtigkeit und Entwicklung
- Revolutionsgarden
- Sufistische Befreiungspartei
- Befreiungspartei
- Revolutionspartei